# 葵扇

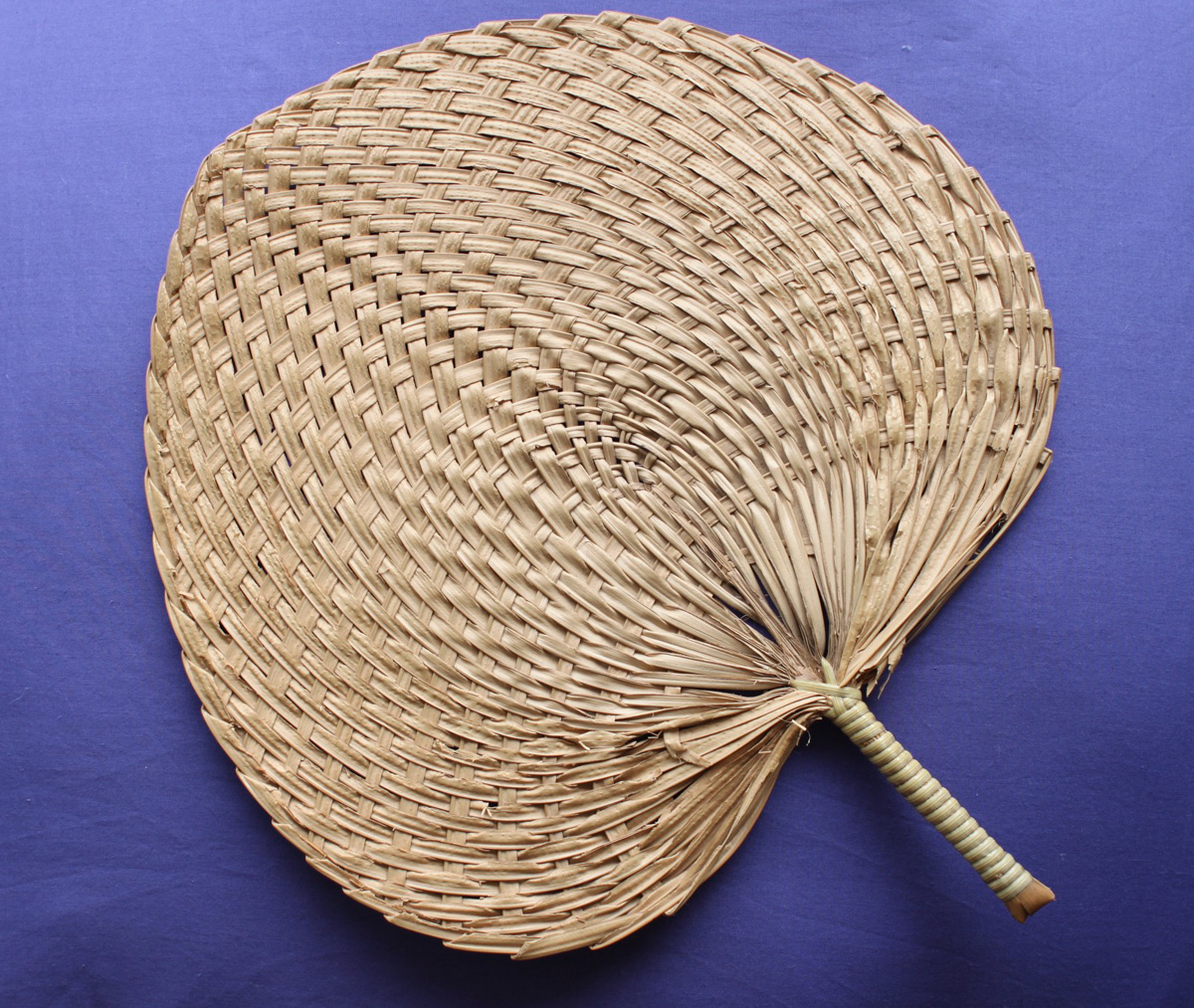
葵扇

葵扇，又稱蒲扇，是一種用蒲葵製成的團扇，因形似芭蕉葉而得名，故又稱芭蕉扇。但「芭蕉扇」也可指芭蕉葉製成的扇子。

## 簡介
蒲葵是多年生的热带和亚热带常绿乔木，葵扇由其叶加工制成。据《晋书·谢安传》载，东晋大臣谢安有个同乡由中宿（今广东清远县）罢官返回建康，隨行带有葵扇五万柄，谢安取了一些自用，並常手摇葵扇，不少人爭相效仿。廣東新會有「葵扇之乡」之稱，其出產的葵扇行销国内外。
因應不同的栽培和收割方法，葵扇原材料可分為三旗、长柄和生笔。一般的葵扇用葵叶经剪、晒、焙、焗、合（编织）、缝制加工而成，種類繁多，如牛心扇、鸡心扇、玻璃扇、火画扇等越百种。另根据型制大小又可分大号扇、中号扇、幼中扇和幼小扇。

## 文化
在戲曲中，媒婆都拿着大葵扇，故在粵語裡，「撥大葵扇」意指替人做媒，撮合姻緣。锺离权手持道具也有蒲扇。
在粵語中，葵扇指撲克牌的黑桃。